# 24. horská divize SS „Karstjäger“
24. Waffen-Gebirgs Division der SS „Karstjäger“ byla německá horská divize Waffen-SS za druhé světové války. Vznikla 1. srpna 1944 rozšířením z SS-Karstwehr-Bataillonu. Mužstvo tvořili Rakušané, Maďaři, Slovinci, Italové, Španělé, Ukrajinci, Jugoslávci, říšští Němci a Volksdeutsche (Němci žijící mimo území Říše) z Banátu a Rumunska.

## Vznik
Původně se jednalo o 50člennou jednotku SS určenou k boji v horách, která vznikla v červnu 1942. V srpnu 1942 obdržela jednotka název SS-Karstwehr Kompanie. O tři měsíce později je jednotka rozšířena na velikost praporu o 480 mužích pod názvem SS-Karstwehr Bataillon. Od května do září 1943 byl prováděn výcvik praporu v korutanském Arnoldsteinu.

## Nasazení
Z výcviku byla jednotka urychleně poslána do Tarvisia, kde se zúčastnila odzbrojení italské posádky. Při této akci utrpěla jednotka u Ugovizza první ztráty. Od října 1943 do června 1944 byl prapor umístěn ve městě Gradisca d'Isonzo a zapojil se do protipartyzánských akcí v okolí Terstu, Udine, Gorizie, na Istrijském poloostrově a v Piedicolle. V červnu 1944 bylo poblíž Cividale del Friuli italskými partyzány umučeno 15 vojáků.

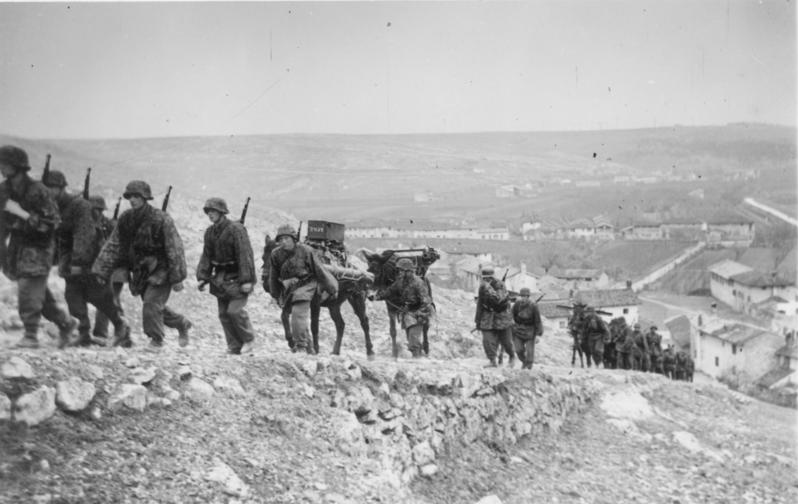
SS-Karstwehr Bataillon, 1942

Dne 18. července 1944 vydal Heinrich Himmler rozkaz k rozšíření SS-Karstwehr Bataillon na divizi. Tím vznikla 1. srpna 1944 24. Waffen-Gebirgs (Karstjäger) Division der SS. Himmler požadoval pro divizi 6 600 mužů rozdělených do 2 pluků (Waffen-Gebirgsjäger Regiment der SS 59 a 60), přičemž síla jednotky byla pouze 874 mužů. Proto byla 5. prosince 1944 divize opět redukována na Waffen-Gebirgs Brigade der SS (Karstjäger) se sílou 3000 mužů.
V lednu 1945 bojovala jednotka proti partyzánům a Britům v Julských Alpách. 10. února 1945 byla jednotka opět prohlášena za divizi – 24. Waffen-Gebirgs Division der SS „Karstjäger“. V březnu 1945 následovaly další protipartyzánské akce na Istrijském poloostrově.
Zbytky divize byly v dubnu 1945 včleněny do bojové skupiny (Kampfgruppe) Harmel. Její součástí byly i zbytky 7. SS-Freiwilligen-Gebirgs Division „Prinz Eugen“) ustupující z Jugoslávie. Kampfgruppe ustoupila přes Slovinsko do Arnoldsteinu v Rakousku. Dne 8. května 1945 se Kampfgruppe vzdala britské 6. obrněné divizi.

## Válečné zločiny
Dne 2. května 1945 zavraždili příslušníci divize 51 obyvatel Avasinis, jako reakci na útoky partyzánů.

## Velitelé
- SS-Obersturmbannführer Karl Marx (srpen 1944 – 5. prosinec 1944)
- SS-Sturmbannführer Werner Hahn (5. prosinec 1944 – 10. únor 1945)
- SS-Oberführer Adolf Wagner (10. únor 1945 – 8. květen 1945)

## Bojová sestava

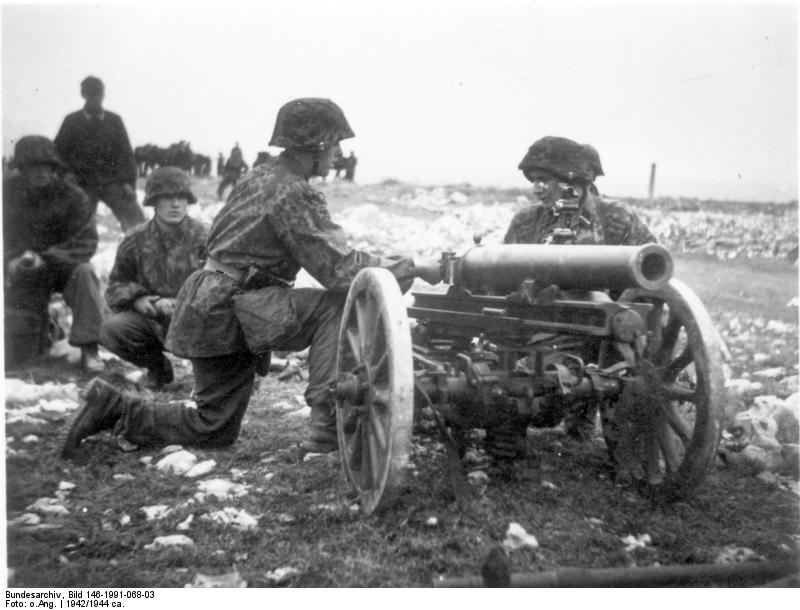
Dělostřelci SS-Karstwehr Bataillonu, 1942

- Waffen-Gebirgsjäger Regiment der SS 59
- Waffen-Gebirgsjäger Regiment der SS 60
- Waffen-Gebirgs Artillerie Regiment 24
- SS-Panzerkompanie
- SS-Gebirgsbatterie
- SS-Gebirgs-Sanitäts-Kompanie 24
- SS-Gebirgs-Nachrichten-Kompanie 24
- SS-Gebirgs-Pionier-Kompanie 24

## Početní stavy divize
| Měsíc    | Rok  | Počet |
| Červen   | 1944 | 1 831 |
| Prosinec | 1944 | 3 000 |
| Únor     | 1945 | 5 563 |